# Associazione Calcio Pavia 1953-1954
Questa voce raccoglie le informazioni riguardanti l'Associazione Calcio Pavia nelle competizioni ufficiali della stagione 1953-1954.

## Stagione
Nella stagione 1953-1954 il Pavia disputa il campionato di Serie B, con 29 punti in classifica si piazza in tredicesima posizione, il torneo cadetto è stato vinto dal Catania con 43 punti che ottiene la promozione in Serie A con la Pro Patria, giunta seconda con 41 punti con il Cagliari, battuto (2-0) nello spareggio promozione. Retrocedono in Serie C il Fanfulla ed il Piombino.
Il Pavia ritrova dopo diciotto anni e una lunga rincorsa la Serie B, con pochi ritocchi perché buona parte della rosa della grande stagione precedente merita la conferma. Pochi gli arrivi ma di rilievo, dall'Inter giungono in riva al Ticino Angelo Borri, con Sergio Morin e Lido Mazzoni, dalla Lucchese Angelo Parodi che era già stato al Pavia quattro anni prima, Gianfranco Gatti dal Como e dal Vigevano Sergio Perin. Al timone della squadra al posto di Giovanni Brezzi, viene chiamato il genovese Gipo Poggi proveniente dalla Sampdoria. La squadra granata disputa un discreto girone di andata, chiuso con 17 punti a metà classifica, tutto si complica nel girone discendente, quando la squadra scivola progressivamente nelle zone basse della classifica, poi a confermare la permanenza in Serie B nelle ultime quattro decisive giornate, sono i pareggi ottenuti a Catania e Treviso, la vittoria con la Salernitana ed il pareggio con il Cagliari in lotta per la promozione. Miglior realizzatore stagionale dei granata pavesi è Franco Rosa autore di tredici reti, che termina al secondo posto nella classifica dei cannonieri, dietro al catanese Michele Manenti con quindici centri. Nell'estate entrante Franco a soli ventidue anni verrà acquistato dall'Inter, ma per il promettente attaccante di Garlasco è in agguato il drammatico infortunio che gli troncherà una carriera che si preannunciava luminosa.

## Rosa
| N. |                   | Ruolo | Calciatore             |
| -- | ----------------- | ----- | ---------------------- |
|    | Italia (bandiera) | P     | Carlo Baggini          |
|    | Italia (bandiera) | A     | Angelo Borri           |
|    | Italia (bandiera) | D     | Felice Cerri           |
|    | Italia (bandiera) | A     | Manlio Italo Cipolla   |
|    | Italia (bandiera) | D     | Angelo Colla           |
|    | Italia (bandiera) | A     | Sisto Romano Farinelli |
|    | Italia (bandiera) | A     | Roberto Fiorio         |
|    | Italia (bandiera) | D     | Gianfranco Gatti       |
|    | Italia (bandiera) | A     | Renzo Gottardo         |
|    | Italia (bandiera) | C     | Felice Mariani         |

| N. |                   | Ruolo | Calciatore        |
| -- | ----------------- | ----- | ----------------- |
|    | Italia (bandiera) | A     | Lido Mazzoni      |
|    | Italia (bandiera) | C     | Sergio Morin      |
|    | Italia (bandiera) | D     | Manlio Moro       |
|    | Italia (bandiera) | A     | Luigi Parodi      |
|    | Italia (bandiera) | C     | Sergio Perin      |
|    | Italia (bandiera) | A     | Franco Rosa       |
|    | Italia (bandiera) | P     | Celestino Russova |
|    | Italia (bandiera) | D     | Giovanni Spertini |
|    | Italia (bandiera) | A     | Mario Torti       |
|    | Italia (bandiera) | D     | Ermanno Vairani   |

## Risultati

### Serie B

#### Girone di andata
| Arbitro: | Marangio (Roma) |

|  |           |           |
|  | Marcatori | 28’ Testa |

| Arbitro: | Marchetti (Milano) |

|                        |           |                                   |
| Pratesi 2’, 46’ (rig.) | Marcatori | 34’ Parodi 69’ Rosa 73’ Farinelli |

| Arbitro: | Orlandini (Roma) |

|  |           |            |
|  | Marcatori | 5’ Ghiandi |

| Piombino 4 ottobre 1953 4ª giornata | Piombino          | 0 – 0 | Pavia | Stadio Magona d'Italia\| Arbitro: \| Marchese (Napoli) \| |
| Arbitro:                            | Marchese (Napoli) |       |       |                                                           |

| Arbitro: | Righi (Milano) |

|          |           |  |
| Rosa 80’ | Marcatori |  |

| Arbitro: | Lo Bello (Siracusa) |

|                                      |           |                         |
| Sentimenti VI 7’ (rig.) Pallaoro 41’ | Marcatori | 62’ Farinelli 70’ Borri |

| Arbitro: | Bernardi (Bologna) |

|                    |           |  |
| Rosa 63’ Morin 77’ | Marcatori |  |

| Arbitro: | Grandville (Roma) |

|                                  |           |            |
| Zian 6’, 31’, 33’ Zecca 80’, 82’ | Marcatori | 89’ Parodi |

| Arbitro: | Rigato (Mestre) |

|          |           |  |
| Rosa 76’ | Marcatori |  |

| Arbitro: | Lo Bello (Siracusa) |

|                                              |           |              |
| Marchetto 2’ De Prati 20’, 25’ Ruffinoni 62’ | Marcatori | 78’ Spertini |

| Arbitro: | Ferrari (Milano) |

|         |           |         |
| Rosa 5’ | Marcatori | 26’ Gei |

| Arbitro: | Alterio (Roma) |

|                                                         |           |                               |
| Pantaleoni 10’ Meroni 30’ Stivanello 41’, 51’ Pison 83’ | Marcatori | 31’ Fiorio 43’ (rig.) Mariani |

| Arbitro: | Ferrari Aggradi (Firenze) |

|                                  |           |                        |
| Fiorio 11’ Rosa 36’ Gottardo 54’ | Marcatori | 50’ Brach 72’ Mannocci |

| Arbitro: | Agnolin (Bassano del Grappa) |

|           |           |             |
| Perin 68’ | Marcatori | 30’ Manenti |

| Arbitro: | Marangio (Roma) |

|             |           |  |
| Kincses 44’ | Marcatori |  |

| Arbitro: | Ferrari Aggradi (Firenze) |

|                                                          |           |            |
| Cipolla 18’, 39’ Fiorio 38’ Gottardo 63’ Rosa 77’ (rig.) | Marcatori | 62’ Bodini |

| Arbitro: | Rigato (Mestre) |

|             |           |             |
| Mussino 39’ | Marcatori | 20’ Mariani |

#### Girone di ritorno
| Arbitro: | Marchese (Napoli) |

|                                  |           |          |
| Fabris 53’ Savoini 60’ Marra 69’ | Marcatori | 73’ Rosa |

| Arbitro: | Pieri (Trieste) |

|               |           |                      |
| Rosa 38’, 80’ | Marcatori | 16’ Pin 55’ Mannucci |

| Arbitro: | De Leo (Mestre) |

|                                 |           |  |
| Morin 48’ (aut.) Malighetti 77’ | Marcatori |  |

| Arbitro: | Menchini (Udine) |

|            |           |             |
| Fiorio 90’ | Marcatori | 36’ Fiorini |

| Arbitro: | Valsecchi (Milano) |

|                                                          |           |  |
| Colla I 2’ (aut.) Rabitti 49’ Santagostino 57’ Carta 74’ | Marcatori |  |

| Arbitro: | Alterio (Roma) |

|                          |           |                                    |
| Mazzoni 5’, 26’ Rosa 16’ | Marcatori | 22’ (rig.) Sentimenti VI 25’ Cabas |

| Arbitro: | Canepa (Genova) |

|                                  |           |          |
| Serone 50’ (rig.) Campagnoli 74’ | Marcatori | 22’ Rosa |

| Arbitro: | Corallo (Lecce) |

|           |           |            |
| Torti 80’ | Marcatori | 6’ Lonardi |

| Arbitro: | Perego (Milano) |

|             |           |  |
| Cuzzoni 35’ | Marcatori |  |

| Arbitro: | Grillo (Afragola) |

|  |           |              |
|  | Marcatori | 6’ Marchetto |

| Arbitro: | Campanati (Milano) |

|                          |           |  |
| Prandini 55’ Rebuzzi 77’ | Marcatori |  |

| Arbitro: | Maurelli (Roma) |

|                                 |           |                   |
| Scagnellato 1’ (aut.) Borri 72’ | Marcatori | 63’ (rig.) Zorzin |

| Arbitro: | Alterio (Roma) |

|          |           |  |
| Moro 40’ | Marcatori |  |

| Catania 9 maggio 1954 31ª giornata | Catania          | 0 – 0 | Pavia | Stadio Cibali\| Arbitro: \| Menchini (Udine) \| |
| Arbitro:                           | Menchini (Udine) |       |       |                                                 |

| Arbitro: | Bonetto (Torino) |

|                                   |           |  |
| Rosa 34’ Farinelli 73’ Parodi 79’ | Marcatori |  |

| Arbitro: | Grillo (Afragola) |

|               |           |                     |
| Paulinich 60’ | Marcatori | 10’ (aut.) Donzelli |

| Pavia 30 maggio 1954 34ª giornata | Pavia            | 0 – 0 | Cagliari | Stadio Comunale\| Arbitro: \| Bonetto (Torino) \| |
| Arbitro:                          | Bonetto (Torino) |       |          |                                                   |

## Statistiche

### Statistiche di squadra
| Competizione | Punti | In casa | In casa | In casa | In casa | In casa | In casa | In trasferta | In trasferta | In trasferta | In trasferta | In trasferta | In trasferta | Totale | Totale | Totale | Totale | Totale | Totale | DR  |
| Competizione | Punti | G       | V       | N       | P       | Gf      | Gs      | G            | V            | N            | P            | Gf           | Gs           | G      | V      | N      | P      | Gf     | Gs     | DR  |
| ------------ | ----- | ------- | ------- | ------- | ------- | ------- | ------- | ------------ | ------------ | ------------ | ------------ | ------------ | ------------ | ------ | ------ | ------ | ------ | ------ | ------ | --- |
| Serie B      | 29    | 17      | 8       | 6       | 3       | 26      | 15      | 17           | 1            | 5            | 11           | 13           | 36           | 34     | 9      | 11     | 14     | 39     | 51     | -12 |

### Statistiche dei giocatori
| Giocatore    | Serie B  | Serie B |
| Giocatore    | Presenze | Reti    |
| ------------ | -------- | ------- |
| C. Baggini   | 25       | -35     |
| A. Borri     | 17       | 2       |
| F. Cerri     | 5        | 0       |
| M. Cipolla   | 6        | 2       |
| A. Colla     | 34       | 0       |
| S. Farinelli | 17       | 3       |
| R. Fiorio    | 27       | 4       |
| G. Gatti     | 14       | 0       |
| R. Gottardo  | 11       | 2       |
| F. Mariani   | 27       | 2       |
| L. Mazzoni   | 17       | 2       |
| S. Morin     | 34       | 1       |
| M. Moro      | 5        | 0       |
| L. Parodi    | 32       | 3       |
| S. Perin     | 22       | 1       |
| F. Rosa      | 34       | 13      |
| C. Russova   | 9        | -16     |
| G. Spertini  | 31       | 1       |
| M. Torti     | 5        | 1       |
| E. Vairani   | 2        | 0       |